# Thamar Angelina Komnene
Thamar Angelina Komnene († 1311) war eine Angehörige der regierenden Familie im Despotat Epirus und später Fürstin von Tarent als Ehefrau von Fürst Philipp I. aus dem Haus Anjou.

## Familie
Thamar war die Tochter von Nikephoros I. Komnenos Dukas, Despot von Epirus, und seiner zweiten Ehefrau Anna Kantakuzena, einer Nichte des byzantinischen Kaisers Michael VIII. Palaiologos. Sie hatte eine ältere Schwester, Maria, und einen jüngeren Bruder, Thomas Komnenos Dukas, der der Nachfolger ihres Vaters als Despot von Epirus wurde.

## Heiratspläne
Thamars Mutter versuchte sie in dem Wunsch, den Bruch zwischen Byzanz und Epirus zu kitten, mit Michael, dem Sohn und Mitkaiser von Andronikos II. Palaiologos zu verheiraten. Andronikos wies den Plan wegen zu naher Verwandtschaft zurück. Nach dem Scheitern dieses Vorhabens versuchte Nikephoros, die Unabhängigkeit von Byzanz durch ein Bündnis mit der angevinischen Dynastie im Königreich Neapel zu festigen. König Karl II. von Neapel hatte bereits eine Ehe zwischen Angehörigen der beiden Familien vorgeschlagen, und nach langwierigen Verhandlungen wurden vereinbart, Thamar mit Karls viertem Sohn Philipp von Tarent zu verheiraten.
Der Ehevertrag sah vor, dass Thamars Mitgift Philipp die gleiche Stellung in Epirus verschaffen würde, die König Manfred von Sizilien durch seine Ehe mit Thamars Tante Helena Dukaina 35 Jahre zuvor erhalten hatte. Thamar brachte eine jährliche Rente von 100.000 Hyperpyra in die Ehe, dazu vier Burgen im Süden von Epirus. Philipp und Thamar sollten zudem Epirus nach Nikephoros‘ Tod erben. Thamar wurde zugestanden, ihren orthodoxen Glauben beizubehalten. Die Hochzeit fand im September 1294 im süditalienischen L’Aquila statt.

## Die Fürstin von Tarent
Die Ehe verlief nicht glücklich. Fünf Jahre nach der Hochzeit wurde ihr Ehemann vom König von Aragón gefangen genommen. Sie verpfändete Schmuck und lieh sich Geld von ihrer Familie in Epirus, um das Lösegeld aufzubringen. Thamar sah ihren Ehemann erst 1302 wieder.
In Tarent wurde sie entgegen den Vereinbarungen des Ehevertrags wegen ihres Glaubens unter Druck gesetzt und gezwungen, sich unter dem Namen Caterina katholisch taufen zu lassen. Als darüber hinaus politische Probleme zwischen Neapel und Epirus aufkamen, nachdem Thamars Bruder Thomas die Nachfolge Nikephosors’ angetreten hatte, strahlte dies auf ihre Ehe ab.

## Ungnade und Tod
Philipp verdächtigte seine Frau, in dem zweijährigen Konflikt zwischen Neapel und Epirus die Interessen ihrer Familie über seine zu setzen, obwohl sie weitere Teile ihres Schmucks verpfändet hatte, um ihn bei seinen militärischen Anstrengungen zu unterstützen. Philipps Misstrauen führte zu der Entscheidung, die Ehe aufzulösen, und im Jahr 1309 wurde sie dazu des Ehebruchs angeklagt. Ihr wurde das Geständnis abgepresst, mit mindestens 40 Höflingen geschlafen zu haben, darunter dem Großkammerherrn von Tarent, Bartolomeo Siginulfo. Thamar wurde vor die Wahl gestellt, ins Kloster zu gehen oder von ihrem geschiedenen Mann ins Gefängnis geworfen zu werden. Sie starb wenig später im Jahr 1311.

## Nachkommen
Thamar und Philipp hatten acht Kinder:
1. Karl, * wohl 1296, X 29. August 1315 in der Schlacht bei Montecatini, Fürst von Achaia, Vikar von Romania;
⚭ 1306 NN von Savoyen, Tochter von Philipp von Savoyen in Piemont (Haus Savoyen)
2. Philipp, * wohl 1297, † 17. Mai 1330, wohl 1315 Despot von Romania;
⚭ 1328 Violante Infantin von Aragón, * Oktober 1310 in Barcelona, † nach 19. Juli 1353 in Pedrola, Tochter von Jakob (Jaime) II. (Haus Barcelona), heiratete in zweiter Ehe Juli 1339 in Lerida Lope de Luna, Señor de Segorbe, † 19. Juni 1360 in Pedrola
3. Margarete (Marguerite), † nach 1332;
⚭ Dezember 1325 Gautier VI. de Brienne, 1311 Herzog von Athen, Connétable von Frankreich, † 19. September 1356 (Haus Brienne)
4. Blanca, † vor 1337;
⚭ 1327 Ramón Berenguer Infant von Aragón, Graf von Ampurias, † nach 1349 (Haus Barcelona)
5. Maria, † klein
6. Margarete, † nach 1374 im Gefängnis in Neapel;
⚭ I, geschieden 1344, Edward Balliol, 1332/41 Gegenkönig von Schottland, † 1363 in England;
⚭ II François II. des Baux, 1362 Duca d’Andria, Conte de Montescaglioso, Signore de Bisceglie, † 1353 (Haus Les Baux)
7. Maria, † 1368, Äbtissin von Conversano
8. Johanna, † 1317 als Königin Irene von Armenien;
⚭ um 1310 Oschin, König von Armenien, † 1320 (Hethumiden)